# Plimmiri
Plimmiri (Grieks: Πλημμύρι) is een kleine nederzetting aan het strand in het zuidoosten van het eiland Rhodos, ongeveer 85 kilometer van de stad Rhodos. Het werd officieel erkend als nederzetting van het dorp Kattavia met 29 inwoners bij de publicatie van de censusresultaten van 2001 en maakt sinds de administratieve hervorming van 2010 deel uit van de lokale gemeenschap van Lachania. De dichtstbijzijnde steden zijn Kattavia in het westen en Lachania in het noorden.
In Plimmiri ligt een pier, die vooral door vissersboten wordt gebruikt. Het ongeveer 3 kilometer lange strand van de baai bestaat uit een mengsel van zand en grind en wordt door de onechte karetschildpad Caretta caretta gebruikt om eieren te leggen.

## Geschiedenis
In de oudheid was Plimmiri de locatie van een belangrijke nederzetting van Lindos. De plaats met een haven en een heiligdom van Apollo Ixios, wiens verering wijdverspreid was op Rhodos, wordt tegenwoordig in verband gebracht met Ixia, waarvan de gegevens in antieke bronnen schaars zijn.
Vanaf de Middeleeuwen tot en met de 19e eeuw verbleven reizigers, geleerden en onderzoekers vaak maar kort in de stad Rhodos of omgeving vanwege reisonderbrekingen. De meerdaagse reis van de Duitse archeoloog Ludwig Ross in 1844 is een van de eerste langere verblijven op het eiland. Zijn interesse ging uit naar de overblijfselen van oude monumenten. Hij deed verslag van de kleine kustvlakte bij Plimmiri, die bezaaid lag met vele scherven en enkele puinhopen, van het fragment van een kolossale grafstele van wit marmer en van de nieuw gebouwde kerk aan het noordoostelijke einde van de baai, waarvoor de puinhopen als bouwmateriaal hadden gediend. Ross vermoedde dat het in de Hellenistische en vroegchristelijke tijd om een niet onbelangrijke locatie ging en concludeerde dat het om Ixia ging. Hij bekritiseerde echter de gebrekkige topografische informatie van oude geschiedschrijvers.

Spratt-kaart met aanvullingen uit 1967

Als lid van de École française d’Athènes deed de Franse ontdekkingsreiziger Victor Guérin verslag van zijn reis naar Rhodos. In zijn meer gedetailleerde beschrijving vermeldde hij het klooster van Zoodochos Pigi, de locatie van de oude ruïnes van Ixia, een kleine, verzande haven met de resten van een stenen pier, en, aan de overkant van de Plimmyrios-stroom, de resten van dezelfde plaats. Hij kwam tot dezelfde conclusies als Ross en vermeldt de veronderstelling van Thomas Abel Brimage Spratt als correct, aangezien hij de locatie van het oude Ixia correct op zijn kaart heeft vermeld.
Vanaf 1853 reisde de Duitse landschapsschilder Albert Berg door delen van Klein-Azië en Rhodos, en met verwijzing naar Ross en Guérin bevestigde hij hun aannames en beschrijvingen, net zoals Biliotti en Cottret deden in hun publicatie over Rhodos uit 1881. Bovendien opperden zij dat Ixia gebouwd zou kunnen zijn op de ruïnes van de stad Kyrbe (Κύρβη), die door een overstroming werd verwoest.

### Archeologie
De eerste archeologische verkenning in het gebied rond Plimmiri, met oppervlakteonderzoeken en een beperkte opgraving, werd begin 20e eeuw ondernomen door de Deense Klassieke archeologen Christian Blinkenberg en Karl Frederik Kinch met steun van de Carlsberg Stichting. Ze identificeerden een grotere necropolis, die aanzienlijk was verstoord door ernstige plunderingen door de plaatselijke bewoners, evenals delen van een vestingmuur. Met als hoofddoel het schatten van de omvang van de prehistorische en Myceense nederzetting in de Dodekanesos, voltooiden de Britse archeologen Richard Hope Simpson en John Francis Lazenby hun meerjarig onderzoek op Rhodos in 1970. Vondsten van keramische scherven op de heuvel boven de Zoodochos Pigi-kapel duiden erop dat het om een nederzetting uit de bronstijd gaat. Gezien de ligging lijkt een vindplaats in de Myceense periode ook mogelijk.
Archeologisch onderzoek heeft de resten van een vestingwerk en nederzettingsresten en scherven van Hellenistische keramiek op de heuvel aan het licht gebracht. Een beperkte opgraving van de necropolis die zich buiten de omheiningsmuur bevond, leverde slechts weinig vondsten op, omdat de graven grotendeels geplunderd waren. Naast kleinere metalen voorwerpen zoals munten en gouden ringen, werden ook amforen en diverse glazen vaten gevonden, waarvan sommige van Syrisch-Palestijnse oorsprong waren. In een kamergraf met een voorkamer werden de beenderen van verschillende skeletten en een aanzienlijk aantal bronzen munten aangetroffen. Op basis van gevonden munten kan worden vastgesteld dat de necropolis van Plimmiri al in de 4e eeuw voor Christus in gebruik was. tot het einde van de 3e eeuw na Christus. Het zuidelijke uiteinde van de baai van Plimmiri wordt gevormd door het smalle, langgerekte schiereiland Germata. Uit de archaïsche periode zijn structurele overblijfselen bewaard gebleven van een vermoedelijke nederzetting, die tegelijkertijd met Vroulia aan de zuidkant van Rhodos bestond.
In de vroegchristelijke tijd was Plimmiri een van de nederzettingen aan de zuidoostkust van Rhodos. In dit gebied hadden zij de belangrijke taak om de buitengrens van het Byzantijnse Rijk te controleren en te beschermen tegen vijandelijke aanvallen. Bovendien zorgde de zee als handels- en communicatieroute voor de economische ontwikkeling en welvaart van gemeenschappen. Invallen door Arabische piraten hebben er mogelijk toe geleid dat de nederzettingen werden verlaten, zoals ook uit andere plaatsen bekend is. Inscripties in de Zoodochos Pigi-kapel geven inzicht in het religieuze gedachtegoed van de lokale bevolking. Het aantal en de kwaliteit van hergebruikte architectonische overblijfselen uit verschillende tijden bewijst de economische situatie van de voormalige gemeenschappen.
Aan het einde van de 15e eeuw werd te midden van de archaïsche ruïnes van het schiereiland Germata, onder de van de Orde van Sint-Jan, een wachttoren (Vigla) gebouwd om de havenbaai te beschermen. Dit werd geïntegreerd in het eilandbrede netwerk van torens en vestingwerken, die visueel met elkaar in contact stonden.

## Bezienswaardigheden

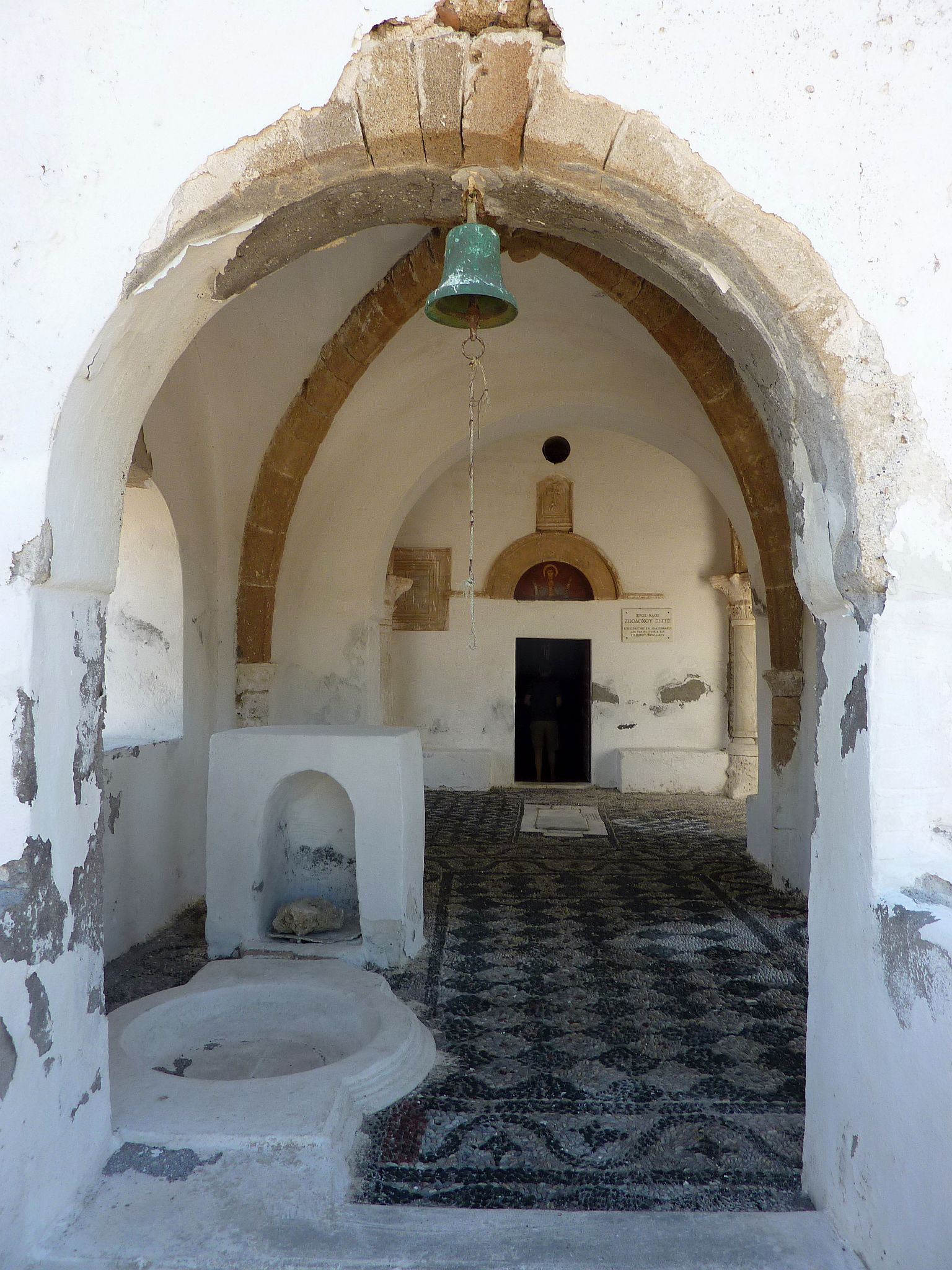
Portiek van de kerk van Zoodochos Pigi

Vlakbij het strand staat de kerk van Zoodochos Pigi. Het werd gebouwd in 1840 en heeft een dubbele veranda waarin de overblijfselen van een vroegchristelijke basiliek uit de 5e of 6e eeuw zijn verwerkt.

## Toerisme
Plimmiri werd lange tijd beschouwd als een rustige en afgelegen plek voor excursies. Sinds 2015 is er een clubhotel met ruim 400 kamers.
Het strand van Plimmiri (Παραλία Πλημμύρι) werd in 2002 aangewezen als zwemwater. Sinds 2010 wordt de waterkwaliteit regelmatig gecontroleerd volgens de EG-zwemwaterrichtlijn en is sinds 2014 beoordeeld als uitstekend. Het natuurlijke zand- en kiezelstrand beslaat een groot deel van de baai van Plimmiri, die open is naar het zuidoosten. De lengte bedraagt ongeveer 1700 meter en de gemiddelde breedte is 25 meter. Het strand is niet georganiseerd; alleen in het noordelijke gedeelte, vlakbij het hotelcomplex, zijn er ligstoelen, parasols, vuilnisbakken en stranddouches.